# Breckenridge Hills
Breckenridge Hills är en stad i St. Louis County i Missouri. Vid 2010 års folkräkning hade Breckenridge Hills 4 746 invånare.